# 165
165 (CLXV) var ett normalår som började en måndag i den julianska kalendern.

## Händelser

### Okänt datum
- En framgångsrik romersk militäroperation genomförs under befäl av Avidius Cassius mot parterna, varvid Artaxata, Seleucia, och Ktesifon erövras och parterna tvingas till fred.
- En pandemi känd som Antonius pest utbryter i Rom efter att den romerska armén har återvänt från Partien. Denna pest medför en betydlig folkminskning i riket.
- Legionen II Italica mobiliseras av Marcus Aurelius.
- Romarna etablerar en garnison vid Doura Europos vid floden Eufrat, en kontrollpunkt för handelsvägarna till Persiska viken.
- Avidius Cassius tar Nisibis och erövrar så norra Mesopotamien.
- Marcus Aurelius indelar Italien i fyra distrikt (Iuridici) (fem med Rom).
- Filosofen Justinus från Nablus avrättas i Rom, på grund av sin kristna tro.
- Ett ord till grekerna (Oratio ad Graecos), av den syriske Tatianus, är den första avhandlingen om hedendomens ondska i kristen litteratur.

## Födda
- Macrinus, romersk kejsare 217–218 (född omkring detta eller föregående år)
- Pupienus, romersk kejsare 22 april–29 juli 238 (född omkring detta år eller 170)

## Avlidna
- Justinus Martyren, tidig kristen apologet
- Klaudios Ptolemaios, grekisk astronom (död omkring detta år)
- Appianos, grekisk historiker (död omkring detta år)
- Deng Mengnü, kinesisk kejsarinna.